# 78
Évszázadok: i. e. 1. század – 1. század – 2. század
Évtizedek: 20-as évek – 30-as évek – 40-es évek – 50-es évek – 60-as évek – 70-es évek – 80-as évek – 90-es évek – 100-as évek – 110-es évek – 120-as évek
Évek: 73 – 74 – 75 – 76 –  77 – 78 – 79 – 80 – 81 – 82 – 83

## Események

### Római Birodalom
- Decimus Iunius Novius Priscust (helyettese Quintus Corellius Rufus, Sextus Vitulasius Nepos és Quintus Articuleius Paetus) és Lucius Ceionius Commodust (helyettese  Lucius Funisulanus Vettonianus) választják consulnak.
- Cnaeus Iulius Agricola britanniai kormányzó befejezi a walesi szilurok és a jórészt kiirtott ordovixek alávetését, a többi lázadozó törzset katonai erő demonstrálásával vagy a provinciális visszaélések megszüntetésével megbékíti.

### Pártus Birodalom
- Meghal I. Vologaészész király. Utóda fia, II. Pakórosz, aki ellen hamarosan fellázad öccse, II. Vologaészész.

### India
- Megkezdődik a hindu időszámítás szaka korszaka. A korszakot a szaka származású északnyugat-indiai Csastrana király trónralépéséhez, Indonéziában pedig Adzsi Szaka hindu bölcs Jávára érkezéséhez kötik.

## Születések
- Csang Heng, kínai természettudós, filozófus

## Halálozások
- I. Vologaészész, pártus király

## Fordítás
- Ez a szócikk részben vagy egészben  az   AD 78 című angol Wikipédia-szócikk ezen változatának fordításán alapul.  Az eredeti cikk szerkesztőit annak laptörténete sorolja fel. Ez a jelzés csupán a megfogalmazás eredetét és a szerzői jogokat jelzi, nem szolgál a cikkben szereplő információk forrásmegjelöléseként.